# Kardynałowie z nominacji Piusa XII
Kardynałowie z nominacji Piusa XII. Na dwóch konsystorzach papież Pius XII nominował kardynałami 56 duchownych katolickich. Wśród nich znalazł się m.in. jego następca, papież Jan XXIII (Angelo Giuseppe Roncalli), a także dwaj Polacy, Adam Stefan Sapieha i Stefan Wyszyński.

## Konsystorz z18 lutego1946
1. Grégoire-Pierre XV Agagianian, ormiański patriarcha Cylicji – kardynał prezbiter S. Bartolomeo all'Isola (tytuł nadany 22 lutego 1946), następnie kardynał biskup Albano (22 października 1970), zm. 16 maja 1971
2. John Glennon, arcybiskup St. Louis – kardynał prezbiter S. Clemente (tytuł nadany 22 lutego 1946), zm. 9 marca 1946
3. Benedetto Aloisi Masella, tytularny arcybiskup Cezarei Mauretańskiej, nuncjusz w Brazylii – kardynał prezbiter S. Maria in Vallicella (tytuł nadany 22 lutego 1946), następnie kardynał biskup Palestriny (21 czerwca 1948), zm. 30 września 1970
4. Clemente Micara, tytularny arcybiskup Apamei, nuncjusz w Belgii i internuncjusz w Luksemburgu – kardynał prezbiter S. Maria sopra Minerva (tytuł nadany 22 lutego 1946), następnie kardynał biskup Velletri (13 czerwca 1946), zm. 11 marca 1965
5. Adam Stefan Sapieha, arcybiskup Krakowa – kardynał prezbiter S. Maria Nuova (tytuł nadany 22 lutego 1946), zm. 23 lipca 1951
6. Edward Mooney, arcybiskup Detroit – kardynał prezbiter S. Susanna (tytuł nadany 22 lutego 1946), zm. 25 października 1958
7. Jules-Géraud Saliège, arcybiskup Tuluzy – kardynał prezbiter S. Pudenziana (tytuł nadany 17c maja 1946), zm. 5 listopada 1956
8. James Charles McGuigan, arcybiskup Toronto – kardynał prezbiter S. Maria del Popolo (tytuł nadany 22 lutego 1946), zm. 6 kwietnia 1974
9. Samuel Stritch, arcybiskup Chicago – kardynał prezbiter S. Agnese fuori le mura (tytuł nadany 22 lutego 1946), zm. 26 maja 1958
10. Agustín Parrado y García, arcybiskup Grenady – kardynał prezbiter S. Agostino (tytuł nadany 22 lutego 1946), zm. 8 października 1946
11. Clément-Émile Roques, arcybiskup Rennes – kardynał prezbiter S. Balbina (tytuł nadany 22 lutego 1946), zm. 4 września 1964
12. Jan de Jong, arcybiskup Utrechtu – kardynał prezbiter S. Clemente (tytuł nadany 12 października 1946), zm. 8 września 1955
13. Carlos Carmelo de Vasconcellos Motta, arcybiskup São Paulo – kardynał prezbiter S. Pancrazio (tytuł nadany 22 lutego 1946); od 1 stycznia 1971 bez uprawnień elektorskich, zm. 18 września 1982
14. Pierre-André-Charles Petit de Julleville, arcybiskup Rouen – kardynał prezbiter S. Maria in Aquiro (tytuł nadany 22 lutego 1946), zm. 10 grudnia 1947
15. Norman Thomas Gilroy, arcybiskup Sydney – kardynał prezbiter Ss. IV Coronati (tytuł nadany 22 lutego 1946); od 22 stycznia 1976 bez uprawnień elektorskich, zm. 21 października 1977
16. Francis Spellman, arcybiskup Nowego Jorku – kardynał prezbiter Ss. Giovanni e Paolo (tytuł nadany 22 lutego 1946), zm. 2 grudnia 1967
17. José María Caro Rodríguez, arcybiskup Santiago de Chile – kardynał prezbiter S. Maria della Scala (tytuł nadany 18 maja 1946), zm. 4 grudnia 1958
18. Teódosio Clemente de Gouveia, arcybiskup Lourenço Marques – kardynał prezbiter S. Pietro in Vincoli (tytuł nadany 22 lutego 1946), zm. 6 lutego 1962
19. Jaime de Barros Câmara, arcybiskup Rio de Janeiro – kardynał prezbiter Ss. Bonifacio ed Alessio (tytuł nadany 22 lutego 1946), zm. 18 lutego 1971
20. Enrique Pla y Deniel, arcybiskup Toledo – kardynał prezbiter S. Pietro in Montorio (tytuł nadany 22 lutego 1946), zm. 5 lipca 1968
21. Manuel Arteaga y Betancourt, arcybiskup Hawany – kardynał prezbiter S. Lorenzo in Lucina (tytuł nadany 28 lutego 1946), zm. 20 marca 1963
22. Joseph Frings, arcybiskup Kolonii – kardynał prezbiter S. Giovanni a Porta Latina (tytuł nadany 22 lutego 1946); od 1 stycznia 1971 bez uprawnień elektorskich, zm. 17 grudnia 1978
23. Juan Gualberto Guevara, arcybiskup Limy – kardynał prezbiter S. Eusebio (tytuł nadany 28 lutego 1946), zm. 27 listopada 1954
24. Bernard Griffin, arcybiskup Westminsteru – kardynał prezbiter Ss. Andre e Gregorio al Monte Celio (tytuł nadany 22 lutego 1946), zm. 20 sierpnia 1956
25. Manuel Arce y Ochotorena, arcybiskup Tarragony – kardynał prezbiter Ss. Vitale, Valeria, Gervasio e Protasio (tytuł nadany 22 lutego 1946), zm. 16 września 1948
26. József Mindszenty, arcybiskup Ostrzyhomia – kardynał prezbiter S. Stefano al Monte Celio (tytuł nadany 22 lutego 1946); od 29 marca 1972 bez uprawnień elektorskich, zm. 6 maja 1975
27. Ernesto Ruffini, arcybiskup Palermo – kardynał prezbiter S. Sabina (tytuł nadany 22 lutego 1946), zm. 11 czerwca 1967
28. Konrad von Preysing, biskup Berlina – kardynał prezbiter S. Agata (tytuł nadany 22 lutego 1946), zm. 21 grudnia 1950
29. Klemens August von Galen, biskup Münster – kardynał prezbiter S. Bernardo alle Terme (tytuł nadany 22 lutego 1946), zm. 22 marca 1946
30. Antonio Caggiano, biskup Rosario – kardynał prezbiter S. Lorenzo in Panisperna (tytuł nadany 22 lutego 1946); od 1 lutego 1971 bez uprawnień elektorskich, zm. 23 października 1979
31. Thomas Tien Ken-sin SVD, tytularny biskup Ruspe, wikariusz apostolski w Qingdao – kardynał prezbiter S. Maria in Via (tytuł nadany 22 lutego 1946), zm. 24 lipca 1967
32. Giuseppe Bruno, sekretarz Kongregacji Soboru Trydenckiego – kardynał diakon S. Eustachio (tytuł nadany 22 lutego 1946), zm. 10 listopada 1954

## Konsystorz z12 stycznia1953
1. Celso Costantini, tytularny arcybiskup Teodozjopolis, sekretarz Kongregacji Propaganda Fide – kardynał prezbiter Ss. Nereo ed Achilleo (tytuł nadany 15 stycznia 1953), następnie kardynał prezbiter S. Lorenzo in Damaso (9 czerwca 1958), zm. 17 października 1958
2. Augusto Álvaro da Silva, arcybiskup São Salvador da Bahia – kardynał prezbiter S. Angelo in Pescheria (tytuł nadany 15 stycznia 1953), zm. 14 sierpnia 1968
3. Gaetano Cicognani, tytularny arcybiskup Ancyry, nuncjusz w Hiszpanii – kardynał prezbiter S. Cecilia (tytuł nadany 29 października 1953), następnie kardynał biskup Frascati (14 grudnia 1959), zm. 5 lutego 1962
4. Angelo Giuseppe Roncalli, tytularny arcybiskup Mezembrii, nuncjusz we Francji – kardynał prezbiter S. Prisca (tytuł nadany 29 października 1953), od 28 października 1958 papież Jan XXIII, zm. 3 czerwca 1963
5. Valerio Valeri, tytularny arcybiskup Efezu, asesor Kongregacji Kościołów Wschodnich – kardynał prezbiter S. Silvestro in Capite (tytuł nadany 15 stycznia 1953), zm. 22 lipca 1963
6. Pietro Ciriaci, tytularny arcybiskup Tarsu, nuncjusz w Portugalii – kardynał prezbiter S. Prassede (tytuł nadany 29 października 1953), następnie kardynał prezbiter S. Lorenzo in Lucina (26 września 1964), zm. 30 grudnia 1966
7. Francesco Borgongini Duca, tytularny arcybiskup Heraklei, nuncjusz we Włoszech – kardynał prezbiter S. Maria in Vallicella (tytuł nadany 15 stycznia 1953), zm. 4 października 1954
8. Maurice Feltin, arcybiskup Paryża – kardynał prezbiter S. Maria dellka Pace (tytuł nadany 15 stycznia 1953); od 1 stycznia 1971 bez uprawnień elektorskich, zm. 27 września 1975
9. Marcello Mimmi, arcybiskup Neapolu – kardynał prezbiter S. Callisto (tytuł nadany 15 stycznia 1953), następnie kardynał biskup Sabina e Poggio Mirteto (9 czerwca 1958), zm. 6 marca 1961
10. Carlos María De la Torre, arcybiskup Quito – kardynał prezbiter S. Maria in Aquiro (tytuł nadany 15 stycznia 1953), zm. 31 lipca 1968
11. Alojzije Stepinac, arcybiskup Zagrzebia – kardynał prezbiter bez tytułu, zm. 10 lutego 1960
12. Georges-François-Xavier-Marie Grente, arcybiskup Le Mans – kardynał prezbiter S. Bernardo alle Terme (tytuł nadany 15 stycznia 1953), zm. 5 maja 1959
13. Giuseppe Siri, arcybiskup Genui – kardynał prezbiter S. Maria della Vittoria (tytuł nadany 15 stycznia 1953); od 20 maja 1986 bez uprawnień elektorskich, zm. 2 maja 1989
14. John D’Alton, arcybiskup Armagh – kardynał prezbiter S. Agata (tytuł nadany 15 stycznia 1953), zm. 1 lutego 1963
15. James Francis McIntyre, arcybiskup Los Angeles – kardynał prezbiter S. Anastasia (tytuł nadany 15 stycznia 1953); od 1 stycznia 1971 bez uprawnień elektorskich, zm. 16 lipca 1979
16. Giacomo Lercaro, arcybiskup Bolonii – kardynał prezbiter S. Maria in Traspontina (tytuł nadany 15 stycznia 1953); od 28 października 1971 bez uprawnień elektorskich, zm. 18 października 1976
17. Stefan Wyszyński, arcybiskup Gniezna i Warszawy – kardynał prezbiter S. Maria in Trastevere (tytuł nadany 18 maja 1957), zm. 28 maja 1981
18. Benjamín de Arriba y Castro, arcybiskup Tarragony – kardynał prezbiter Ss. Vitale, Valeria, Gervasio e Protasio (tytuł nadany 29 października 1953); od 1 stycznia 1971 bez uprawnień elektorskich, zm. 8 marca 1973
19. Fernando Quiroga y Palacios, arcybiskup Santiago de Compostela – kardynał prezbiter S. Agostino (tytuł nadany 29 października 1953), zm. 7 grudnia 1971
20. Paul-Émile Léger PSS, arcybiskup Montrealu – kardynał prezbiter S. Maria degli Angeli (tytuł nadany 15 stycznia 1953); od 26 kwietnia 1984 bez uprawnień elektorskich, zm. 13 listopada 1991 jako ostatni kardynał z nominacji Piusa XII
21. Crisanto Luque Sánchez, arcybiskup Bogoty – kardynał prezbiter Ss. Cosma e Damiano (tytuł nadany 15 stycznia 1953), zm. 7 maja 1959
22. Valerian Gracias, arcybiskup Bombaju – kardynał prezbiter S. Maria in Via Lata (tytuł nadany 15 stycznia 1953), zm. 11 września 1978
23. Joseph Wendel, arcybiskup Monachium-Fryzyngi – kardynał prezbiter S. Maria Nuova (tytuł nadany 15 stycznia 1953), zm. 31 grudnia 1960
24. Alfredo Ottaviani, asesor Świętego Oficjum – kardynał diakon S. Maria in Domnica (tytuł nadany 15 stycznia 1953), następnie kardynał prezbiter S. Maria in Domnica (26 czerwca 1967); od 1 stycznia 1971 bez uprawnień elektorskich, zm. 3 sierpnia 1979